# Львовский (Тверская область)
Льво́вский — посёлок в Старицком районе Тверской области. Входит в состав Ново-Ямского сельского поселения.

## География
Посёлок находится в южной части Тверской области, на расстоянии приблизительно 16 км (по прямой) к югу от города Старица, административного центра района.

### Часовой пояс
Посёлок Львовский, как и вся Тверская область, находится в часовой зоне МСК (московское время). Смещение применяемого времени относительно UTC составляет +3:00.

## История
Посёлок был отмечен на карте 1941 года как Львово с 7 дворами.

## Население
| 2008 | 2010 |
| ---- | ---- |
| 17   | ↘1   |

### Национальный состав
Согласно результатам переписи 2002 года, в национальной структуре населения русские составляли 60 % из 10 чел.